# Стретенка (Приморский край)
Стре́тенка — село в Дальнереченском районе Приморского края, входит в состав Веденкинского сельского поселения.

## География
Село Стретенка находится к юго-востоку от Дальнереченска, в долине реки Малиновка (левобережье).
Село стоит на автодороге Дальнереченск — Ариадное — Кокшаровка между сёлами Веденка и Новотроицкое. Расстояние до районного центра около 26 км.

## История
В 1928 году в селе Сретенка был организован колхоз «10-й Октябрь». В 1955 году он объединился с колхозом «Вторая пятилетка» в колхоз им. Хрущева. В 1957 году вышел из состава объединённого колхоза, в 1959 году вошёл в состав Калининского совхоза. В 2006 году селу присвоено наименование Стретенка.

## Население
| 1915 | 2002 | 2010 |
| ---- | ---- | ---- |
| 551  | ↘415 | ↘343 |

## Улицы
| - ул. Лесная, - ул. Лобода, - ул. Мелёхина, | - ул. Полевая, - ул. Репко. |

## Экономика
Жители занимаются сельским хозяйством.

## Известные уроженцы
- Шумейко, Авксентий Андреевич (1908—1944) — советский военный лётчик, майор, Герой Советского Союза.